# Илия Стоянов (офицер)
Вижте пояснителната страница за други личности с името Илия Стоянов.
Илия Петров Стоянов е български офицер, генерал-майор, участник в Балканската (1912 – 1913) и Междусъюзническата война (1913), командир на рота от 26-и пехотен пернишки полк през Първата световна война (1915 – 1918), командир на 3-та пехотна балканска дивизия (1935).

## Биография
Илия Стоянов е роден на 12 май 1884 г. в Русе, Княжество България. През 1908 г. завършва в 28-и випуск на Военното на Негово Княжеско Височество училище и на 17 февруари е произведен в чин подпоручик. На 19 февруари 1911 г. е произведен в чин поручик. Взема участие в Балканската (1912 – 1913) и Междусъюзническата война (1913). След войните на 18 май 1914 г. е произведен в чин капитан.
През Първата световна война (1915 – 1918) капитан Илия Стоянов първоначално служи като командир на рота от 26-и пехотен пернишки полк. за която служба съгласно заповед № 679 от 1917 г. е награден с Военен орден „За храброст“ IV степен, 1 клас и съгласно заповед № 355 от 1921 г. е награден с Народен орден „За военна заслуга“ V степен с военно отличие.
След войната, на 1 април 1919 г. е произведен в чин майор. Служи последователно като командир на 8-а интендантска дружина, завежда строевата подготовка в 8-и пехотен приморски полк, като командир на 8-а интендантската част. През 1923 г. е назначен за началник на Разградското бюро, по-късно същата година е назначен последователно за командир на 4-то депо и за командир на 8-а пехотна приморска дружина. На 6 май 1923 г. е произведен в чин подполковник. На 2 септември 1928 г. е произведен в чин полковник. През 1930 г. е назначен за началник-щаб на Кавалерийската инспекция, по-късно същата година поема началството на Неврокопския гарнизон. Според Крум Радонов е отзован като началник на гарнизона лично от царя, тъй като не е оказал достатъчна помощ на ВМРО по време на протестния митинг на неврокопското население срещу касирането на изборите в полза на ВМРО. През 1932 г. е назначен за началник-щаб на 6-а пехотна бдинска дивизия, от 1933 г. командва 27-и пехотен чепински полк, след което от 1935 г. командир на 3-та пехотна балканска дивизия. На 1 май 1936 г. е уволнен от служба, а на 6 май 1936 г. е произведен в чин запасен генерал-майор. Умира през 1962 г. в София.

## Военни звания
- Подпоручик (17 февруари 1908)
- Поручик (19 февруари 1911)
- Капитан (18 май 1914)
- Майор (1 април 1919)
- Подполковник (6 май 1923)
- Полковник (3 септември 1928)
- Запасен генерал-майор (6 май 1936)

## Образование
- Военно на Негово Величество училище (до 1908)

## Награди
Запасен генерал-майор Илия Стоянов е носител на следните награди:
- Кръст за независимостта на България 1908 (1910)
- Военен орден „За храброст“ IV степен (1913)
- Орден „Свети Александър“ V степен с мечове по средата (1914)
- Военен орден „За храброст“ IV степен, 1-ви клас (1917)
- Германски орден „Железен кръст“ II степен (1917)
- Народен орден „За военна заслуга“ V степен с военно отличие (1919)
- Знак за „10 годишна отлична служба“ (1920)
- Народен орден „За военна заслуга“ V степен с корона (1921)
- Знак за „10 годишна отлична служба“ (1929)
- Народен орден „За военна заслуга“ IV степен (1931)
- Народен орден „За военна заслуга“ III степен (1933)
- Орден „Св. Александър“ III степен (1936)
- Медал за участие в Балканските войни (1912-1913) (1937)
- Медал за участие в Европейската война (1915-1918) (1937)